# أوروس درينوفيتش
أوروس درينوفيتش ((بالسيريلية الصربية: Урош Дреновић) ؛ (1911 - 29 مايو 1944) كان قائدًا عسكريًا لصرب البوسنة في منطقة وسط البوسنة التابعة للدولة العميلة الفاشية المعروفة باسم دولة كرواتيا المستقلة (NDH)، بقيادة أوستاشا، خلال الحرب العالمية الثانية. بعد تمييزه في مقاومة أوستاشا جنبًا إلى جنب مع المتمردين الذين يقودهم الشيوعيون، خان درينوفي الحزبيين بقيادة الشيوعيين وبدأ في التعاون مع أوستاشي والإيطاليين والألمان ضدهم.
بعد غزو المحور بقيادة ألمانيا ليوغوسلافيا في أبريل 1941، نفذ أوستاشي سياسات الإبادة الجماعية ضد الصرب واليهود والغجر في دولة كرواتيا المستقلة. انضم درينوفي إلى الحزبيين وميز نفسه خلال الانتفاضة الأولى ضد حكومة NDH من خلال الاستيلاء على بلدة مركونجيك جراد في أغسطس 1941. ثم تم تعيينه لقيادة كتيبة «بيتار كوتشيتش» الثالثة في وسط البوسنة وعين نائباً لقائد مفرزة كرايينا الثالثة.

## حياته
أوروس درينوفيتش  ولد سنة 1911 في سيتنيكا، ريبنيك، بالقرب من جبل مانياشا في مجمع البوسنة والهرسك، النمسا-المجر.  التحق بالمدرسة في مركونجيتش غراد وأنهى دراسته في كلية المعلمين في سراييفو.  
بعد التخرج، أصبح مديرًا لمدرسة في براتشي Baraći ، بالقرب من بانيا لوكا، في منطقة كرايينا البوسنية في البوسنة في ما أصبح يعرف باسم مملكة يوغوسلافيا.    قبل اندلاع الحرب العالمية الثانية، التحق بالجيش اليوغوسلافي الملكي VKJ بمدرسة تدريب الضباط الاحتياطية في بيليا، وكان يخدم في جيش احتياطي VKJ.  

## الحرب العالمية الثانية

### انتفاضة بوسانسكا كرايينا
بعد غزوهم ليوغوسلافيا في أبريل 1941، أنشأ الألمان دولة دمية المحور تسمى دولة كرواتيا المستقلة NDH ، يحكمها حزب أوستاشا. بعد وقت قصير من إنشائها، بدأت الانتفاضات العفوية إلى حد كبير تحدث في جميع أنحاء الولاية، بسبب سياسات الإبادة الجماعية التي نفذها الأوستاشا ضد الصرب واليهود والغجر. 
في 4 يوليو، في أعقاب غزو المحور للاتحاد السوفيتي، الحزب الشيوعي اليوغوسلافي KPJ، إطلاق انتفاضة عامة ضد القوات المحتلة في جميع أنحاء يوغوسلافيا، تضامنا مع السوفييت، واندلع تمرد واسع النطاق في البوسنة في 27 يوليو.  وشمل ذلك الانتفاضات المحلية في كرايينا البوسنية، والتي انتشرت عبر NDH ، لكن منظمة KPJ انجرفت في البداية في الانتفاضات الشعبية بدلاً من قيادة التمرد. 
في 29 أغسطس من نفس العام، تميز درينوفيتش بالتخطيط وقيادة الاستيلاء على مركونجي جراد من قبل المتمردين، ولكن عندما استعادت قوات NDH المدينة بعد أربعة أيام، ألقى KPJ باللوم عليه وعلى قواته، مشيرًا إلى ضعف الانضباط والشوفينية المعادية للمسلمين.  في سبتمبر، تم تشكيل أربع كتائب من المقاتلين في منطقة ريبنيك وجانج وبليفا. واحدة من هؤلاء، كتيبة «بيتار كوتشيتش» الثالثة، كان يقودها درينوفيتش الذي، على عكس قادة الكتائب الأخرى في المنطقة، لم يسمح لـ KPJ بتعيين مفوضين سياسيين لشركته.  لم يكن لمركونجيتش غراد وجود قوي لـ KPJ ، لكنه كان تحت سيطرة النخبة الطائفية الصربية، مما سمح لدرينوفيتش باعتقال الشيوعيين المسلمين، حتى مواجهة كبار أعضاء القيادة الحزبية في بوسانسكا كرايينا. 

### تحالف مع NDH

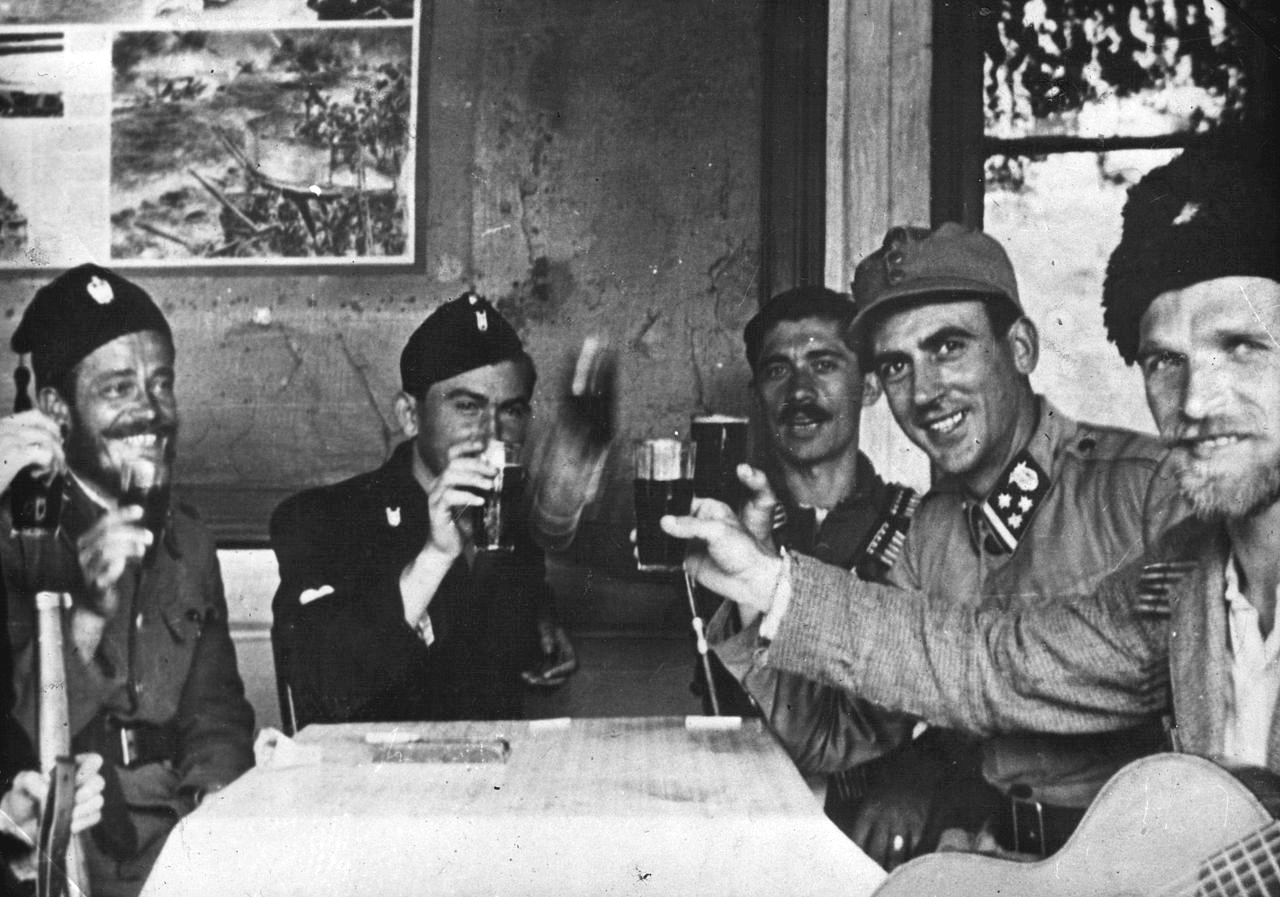
درينوفيتش (أقصى اليسار) يشرب مع حرس الوطن الكرواتي وقوات أوستاشا

ردا على التحريض الفعال للغاية المؤيد لشيتنيك من الداخل، انشق العديد من الوحدات الحزبية إلى شيتنيك.  في النصف الثاني من أبريل 1942، رد الحزبيون بعمل عسكري عدواني ضد المنشقين. كانت الوحدة التي قادت هذا الهجوم هي كتيبة الرعد شوك مكافحة شيتنيك، التي تشكلت في وقت سابق من ذلك الشهر من قوات موالية وموثوق بها بالكامل. لقد أدى هذا الهجوم إلى نهاية مفرزة شيتنيك «بيتار كوتشيتش» لدرينوفيتش، ولجأ درينوفيتش إلى أوستاشي في مركونيتش جراد.  في 27 أبريل، وقع هو وغيره من قادة شيتنيك المهزومين اتفاقية مع NDH. كان للاتفاق ثماني نقاط، والتي تضمنت المطالبة بإنهاء الأعمال العدائية بين أوستاشي وشيتنيك في درينوفيتش، وأن تحمي قوات NDH القرى الصربية من الحزبيين، وأن وحدات أوستاشا تساعد شيتنيك في قتال الحزبيين.   كما طلب الاتفاق من أوستاشي استعادة الحقوق الدينية والمدنية لصرب كرايينا. بدوره، أصدر درينوفيتش إعلانًا اعترف فيه بسيادة NDH.  يقول المؤرخ إنفر ريديتش إن الاتفاق تم التوصل إليه بدافع الضرورة العسكرية والسياسية.  

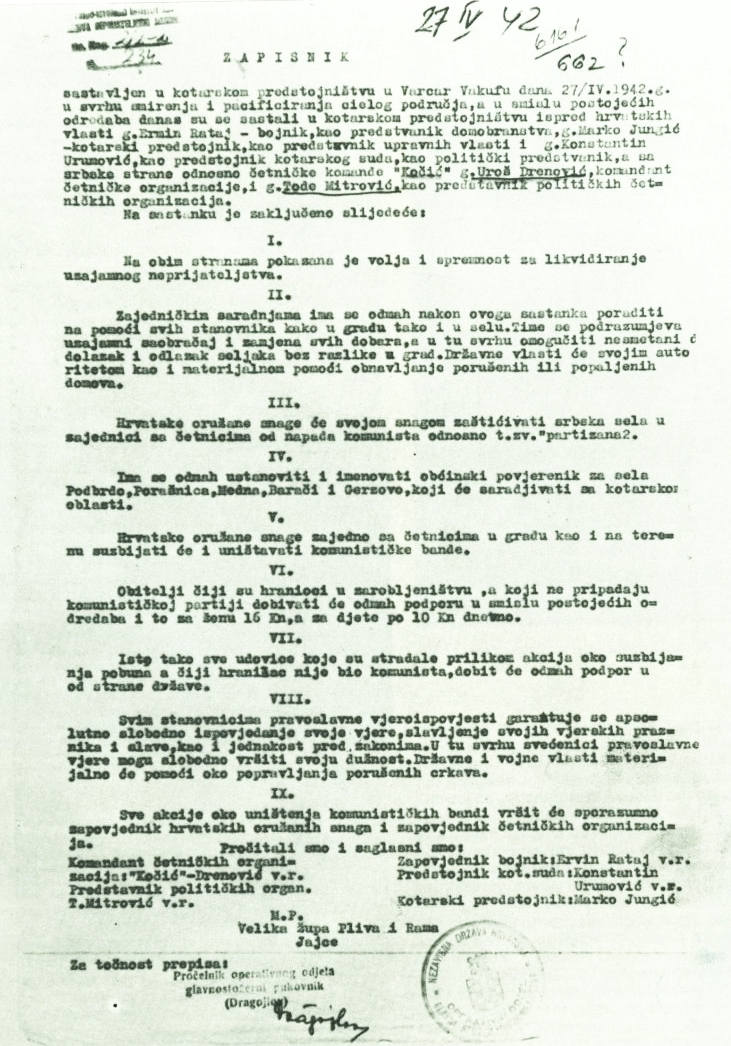
الاتفاق المكتوب بين أوستاشي وشيتنيك لدرينوفيتش